# Ron Segal
Ron Segal (* 24. April 1980 in Rehovot, Israel) ist ein israelischer Filmemacher und Schriftsteller.

## Ausbildung
Segal ist Absolvent der Sam Spiegel Film and Television School in Jerusalem. Mit seinem Abschlussfilm The Stain, einem animierten Kurzfilm, konnte er bei den Berlin Talents auf der Berlinale 2011 teilnehmen. Das Skript dazu wurde vom Goethe-Institut ausgezeichnet.

## Schriftsteller und Filmemacher
2009 erhielt Segal ein DAAD-Stipendium für Berlin, um in der USC Shoah Foundation von Steven Spielberg Videomaterial zu recherchieren. Eigentlich wollte Segal mit dem Material einen Film realisieren und merkte beim Schreiben des Drehbuchs, dass er einen Roman schrieb. Daraus entstand das Buch Jeder Tag wie heute. Obwohl er der deutschen Sprache mächtig ist, schrieb Segal auf Hebräisch und ließ es übersetzen.
Der Held des Romans ist der 90-jährige Schriftsteller und Holocaust-Überlebende Adam Schumacher, der nach Berlin reist, um für eine Literaturzeitschrift Erinnerungen aufzuschreiben. Zunehmend machen sich Aussetzer aufgrund seiner Alzheimer-Krankheit bemerkbar. Dennoch kann er zwischen Erinnern und Staunen seinen Auftrag erfüllen. Segal zieht eine Parallele von den Erinnerungsschwierigkeiten seines Protagonisten zu seinem eigenen Herantasten an das Thema als junger Mensch der dritten Generation, auf den so viel existierendes Material hereinstürzte und der doch seine eigene Wahrheit finden musste.
Aus dem Stoff des Romans entwickelte Segal dennoch einen Animationsfilm, den er Adam betitelte.
2015 zeigte Segal die Bücher-Installation Migrating Books in Zusammenarbeit mit den Kawahara Krause Architekten in Berlin.
Für die Arbeit an seinem letzten Roman mit dem Titel Katzenmusik erhielt er das Alfred-Döblin-Stipendium, das Stipendium im Stuttgarter Schriftstellerhaus sowie das Stipendium des KulturKontakt Austria.

## Privates
Kaum in Berlin angekommen, initiierte Ron Segal beim Berlin-Marathon 2009 die Aktion „Run 4 Me“ zum Gedenken an den von der Hamas 2006 entführten und schließlich 2011 freigelassenen israelischen Soldaten Gilad Schalit. Diesem Solidaritätslauf für Gilad Schalit schlossen sich mehr als 1183 Läuferinnen und Läufer an.
Segal lebt in Tel Aviv und seit 2009 meist in Berlin. Er ist mit einer deutschen Frau verheiratet und hat drei Kinder. Inzwischen erinnern zwei Stolpersteine an der Goltzstraße 32 in Berlin-Schöneberg an die Großeltern seiner Mutter. Sie wurden nach Riga deportiert und dort ermordet.

## Publikationen

### Romane
- Jeder Tag wie heute. Roman. Aus dem Hebräischen von Ruth Achlama. Wallstein Verlag, Göttingen 2014, ISBN 978-3-8353-1557-0.
- Katzenmusik. Deutsch von Markus Lemke, Secession, Berlin 2022[15]

### Filme
- The Wheel of Life. 2007.
- The Stain. 2009.[16]

## Auszeichnungen
- 2007 Goethe-Institut - Drehbuchzuschuss für den Kurzanimationsfilm The Stain[3]
- 2009–2011 DAAD-Stipendium in Berlin für die Forschung in den digitalen Archiven der USC Shoah Foundation an der Freien Universität Berlin für seinen Roman Jeder Tag wie heute[17]
- 2011 Eingeladen von Berlinale Talents[4]
- 2011–2012 Teilnahme am Nipkow Programm[18], einer Filmförderungsinstitution in Berlin mit dem Filmprojekt Mum was a beautiful lady.
- 2012 Stipendium für Drehbuchentwicklung der Rabinovich Film Fund und der 2-Team Productions, Israel: für einen, auf dem Roman Jeder Tag wie heute basierenden Animationsfilm[3][7]
- 2012 Israelisches Außenministerium - Übersetzungszuschuss (Hebräisch-Deutsch) für den Roman Jeder Tag wie heute[3]
- 2014 Stipendiat des Berlin Stipendium für Film- und Medienkunst der Akademie der Künste Berlin, um einen Animationsfilm zu Jeder Tag wie heute fertigzustellen[7]
- 2015 Einladung für die Deutsch-israelischen Literaturtage in Israel, Goethe-Institut Tel Aviv & Heinrich-Böll-Stiftung[3]
- 2015 Berlin-Stipendiat der Jungen Akademie in der Akademie der Künste (Berlin) - Realisierung des Projektes Migrating Books[19]
- 2015 Alfred-Döblin-Stipendium der Akademie der Künste (Berlin), für die Arbeit an einem neuen Roman mit dem Arbeitstitel Katzenmusik[20]
- 2017 Dreimonatiges Präsenz-Stipendium im Stuttgarter Schriftstellerhaus[21]
- 2017 Filmförderung des Bundes, um den Animationsfilm Adam zu erstellen[6]
- 2017 Stipendium von KulturKontakt Austria[3]
- 2019 Arbeitsstipendiat für Berliner Autorinnen und Autoren nichtdeutschsprachiger Literatur der Senatsverwaltung Berlin für Kultur und Europa - Präsentation der Stipendiaten im Literarischen Colloquium Berlin[22]

## Rezensionen
- Harald Loch, Jüdische Allgemeine. Die Harfe ist ein Instrument der Rache. 20. Oktober 2014.
- Christiane Weber, Einsicht (Bulletin des Fritz-Bauer-Instituts): Ron Segal. Jeder Tag wie heute. 2015

- Rainer Strobelt, fixpoetry.com: Der Holocaustromancier als Wortlediger. 14. Oktober 2014
- Sophie, Literaturen: Ron Segal – Jeder Tag wie heute. 9. September 2014
- Christian Dinger, litlog.de: Beweis meiner Glaubwürdigkeit. 25. August 2015